# The Beast (Kings Island)
The Beast is een houten achtbaan in het Amerikaanse attractiepark Kings Island.

## Algemene informatie
The Beast werd geconstrueerd door Kings Island Engineering and Construction en opende in 1979. In totaal bestrijkt The Beast 14 hectare en ligt achter in het park in het parkdeel Rivertown. Sinds de opening zijn er bijna 41 miljoen bezoekers voor The Beast geweest. De lay-out van The Beast volgt grotendeels de natuurlijke hoogteverschillen in het terrein.
Bijzondere kenmerken van The Beast zijn:
- 3 tunnels
  - 36 m (gedeeltelijk ondergronds)
  - 116 m
  - 191 m (in de helix)
- 540° helix

## Records
De records in handen van The Beast zijn:
- Langste houten achtbaan ter wereld[2]
  - Langste achtbaan ter wereld: 3de plaats[3]
- Snelste houten achtbaan ter wereld: 9e plaats[4]

## Prijzen
In oktober 2004 kreeg The Beast de Coaster Landmark Award van de American Coaster Enthusiasts. Een plaquette ter gelegenheid hiervan staat bij The Beast.

### Golden Ticket Awards
| Jaar | Plaats |
| ---- | ------ |
| 1999 | 7      |
| 2000 | 6      |
| 2001 | 12     |
| 2002 | 7      |
| 2003 | 8      |
| 2004 | 7      |
| 2005 | 8      |
| 2006 | 8      |
| 2007 | 8      |
| 2008 | 8      |
| 2009 | 7      |
| 2010 | 7      |

Huidig: 
Adventure Express ·
Backlot Stunt Coaster ·
Banshee ·
The Bat ·
Diamondback ·
Flight of Fear ·
Great Pumpkin Coaster ·
Invertigo ·
Mystic Timbers ·
Orion ·
Snoopy's Soap Box Racers ·
The Beast ·
The Racer · 
Woodstock Express ·
Woodstock’s Air Rail
Verdwenen: 
Bat ·
Bavarian Beetle ·
Demon ·
Firehawk ·
King Cobra ·
Scooby's Ghoster Coaster ·
Son of Beast ·
Vortex